# Valencisse
Valencisse – gmina we Francji, w Regionie Centralnym, w departamencie Loir-et-Cher. W 2013 roku liczba ludności na terenie obecnej gminy wynosiła 1735 mieszkańców. 
Gmina została utworzona 1 stycznia 2016 roku z połączenia dwóch wcześniejszych gmin: Molineuf oraz Orchaise. Siedzibą gminy została miejscowość Molineuf. Następnie 1 stycznia 2017 roku połączono dwie ówczesne gminy: Chambon-sur-Cisse oraz Valencisse. Nowa gmina przyjęła nazwę Valencisse, a jej siedzibą została miejscowość Molineuf.